# Clima tropical monzónico
El clima tropical monzónico o subecuatorial es un subtipo de clima tropical dominado por el monzón, es decir, por la masa de aire tropical marítima, cálida y húmeda que procede de los bordes occidentales de los anticiclones subtropicales. Está clasificado como Am en el sistema de Köppen y se encuentra en la zona intertropical.
Cabe destacar que muchas veces es denominado simplemente como monzónico, pese a que muchos otros climas no tropicales suelen recibir esa denominación (como el templado monzónico o el continental monzónico o manchuriano).

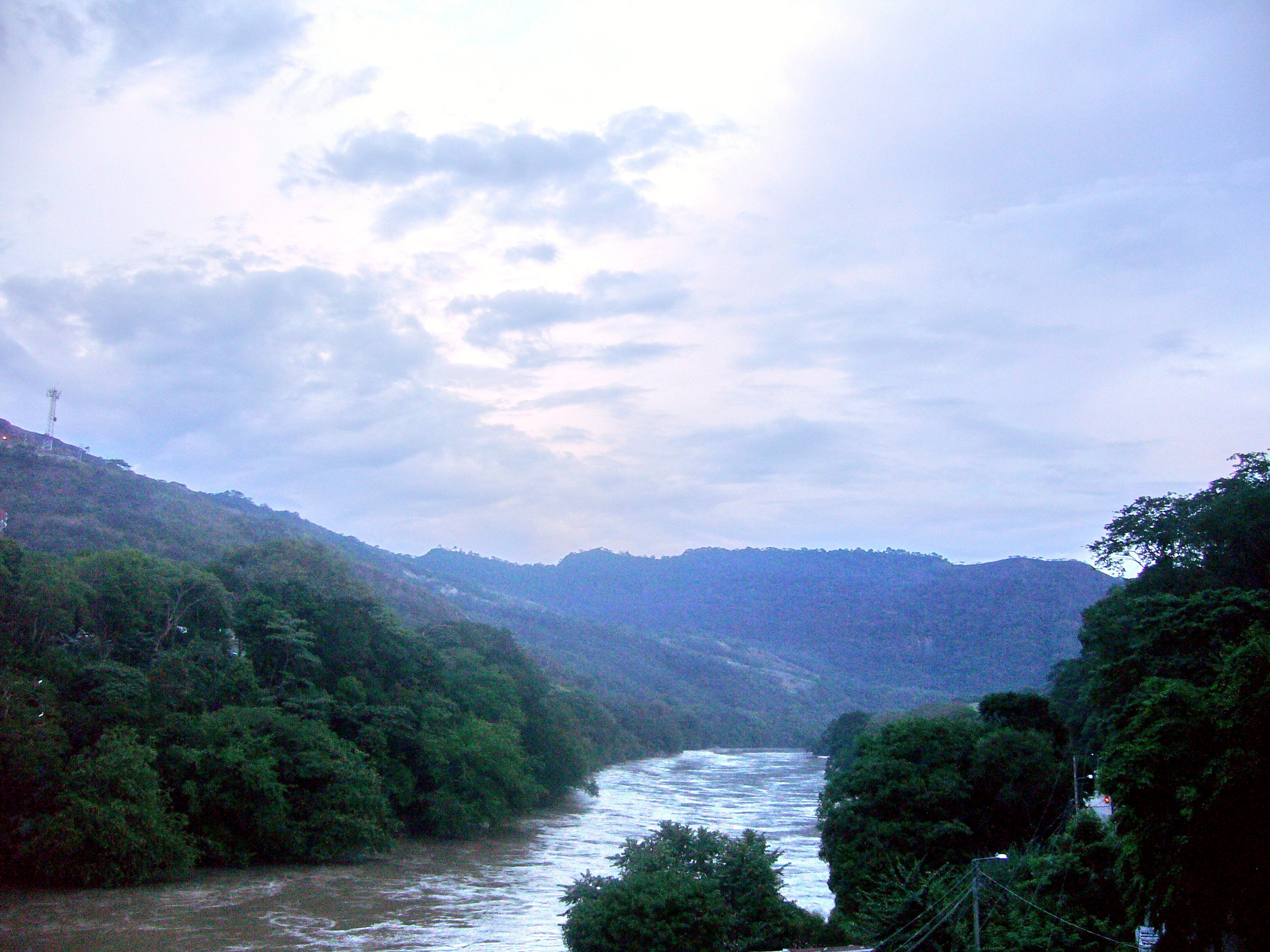
El Río Magdalena en su paso por Honda, Colombia.

## Características
Las regiones monzónicas reciben la mayor parte de su precipitación anual a través de las lluvias ciclónicas y orográficas, aunque el mecanismo convectivo también produce algunas precipitaciones. En promedio, la precipitación anual es de alrededor de 1500 mm pero hay muchas variaciones en la distribución temporal y espacial. El mes más seco de un clima tropical monzónico tiene en promedio menos de 60 mm, por esto contrasta directamente con un clima de sabana tropical, cuyo mes más seco tiene menos de 60 mm de precipitación y también una precipitación mensual inferior a la media. En esencia, un clima monzónico tropical tiende a tener más precipitaciones que un clima de sabana tropical o tiene estaciones secas menos pronunciadas. Un clima de monzón tropical tiende a variar menos en temperatura durante un año que un clima de sabana tropical. Este clima tiene un mes más seco que casi siempre ocurre en o poco después del solsticio de invierno. Tiene una estación menos lluviosa muy marcada y un máximo pluviométrico que se alcanza cuando está cerca la zona de convergencia intertropical (ZCIT). Tiende a darse en el este de los continentes y se potencia cuando hay un obstáculo orográfico que obliga a elevarse a las masas de aire. Es un clima muy lluvioso en verano, en torno a los 2000 mm anuales como mínimo.
La temperatura promedio de los meses cálidos y secos del verano oscila entre 27 °C y 32 °C, pero la temperatura máxima oscila entre 38 °C y 48 °C durante mayo y junio.  En la clasificación Köppen, es Am, sin embargo también en parte Aw puede considerarse monzónico, debido a que en un verdadero clima monzónico puede estar marcada la diferencia entre la estación de vientos frescos y secos con la de los vientos cálidos y húmedos de fuerte lluvia como sucede en el sur de Asia.

## Zonas
Se ubica en el límite entre el clima ecuatorial Af y el tropical de sabana Aw, que son los otros dos tipos de clima tropical. Las zonas más representativas de este tipo de clima son: el Asia suroriental, en Norteamérica en el golfo de México y en el sur de Florida, gran parte de América Central y el Caribe, amplias zonas en Sudamérica y la costa de Madagascar en África.
Su biocenosis típica es el bosque tropical húmedo y seco, y su dominio morfoclimático el dominio morfoclimático de la selva tropical.
| Parámetros climáticos promedio de Miami            | Parámetros climáticos promedio de Miami | Parámetros climáticos promedio de Miami | Parámetros climáticos promedio de Miami | Parámetros climáticos promedio de Miami | Parámetros climáticos promedio de Miami | Parámetros climáticos promedio de Miami | Parámetros climáticos promedio de Miami | Parámetros climáticos promedio de Miami | Parámetros climáticos promedio de Miami | Parámetros climáticos promedio de Miami | Parámetros climáticos promedio de Miami | Parámetros climáticos promedio de Miami | Parámetros climáticos promedio de Miami |
| Mes                                                | Ene.                                    | Feb.                                    | Mar.                                    | Abr.                                    | May.                                    | Jun.                                    | Jul.                                    | Ago.                                    | Sep.                                    | Oct.                                    | Nov.                                    | Dic.                                    | Anual                                   |
| -------------------------------------------------- | --------------------------------------- | --------------------------------------- | --------------------------------------- | --------------------------------------- | --------------------------------------- | --------------------------------------- | --------------------------------------- | --------------------------------------- | --------------------------------------- | --------------------------------------- | --------------------------------------- | --------------------------------------- | --------------------------------------- |
| Temp. máx. media (°C)                              | 24                                      | 25                                      | 26                                      | 28                                      | 30                                      | 31                                      | 32                                      | 32                                      | 31                                      | 30                                      | 27                                      | 25                                      | 29                                      |
| Temp. media (°C)                                   | 20                                      | 21                                      | 22                                      | 24                                      | 26                                      | 28                                      | 28                                      | 29                                      | 28                                      | 26                                      | 23                                      | 21                                      | 25                                      |
| Temp. mín. media (°C)                              | 15                                      | 16                                      | 18                                      | 20                                      | 22                                      | 24                                      | 26                                      | 25                                      | 24                                      | 23                                      | 20                                      | 17                                      | 21                                      |
| Lluvias (mm)                                       | 41                                      | 57                                      | 76                                      | 109                                     | 165                                     | 245                                     | 319                                     | 381                                     | 355                                     | 160                                     | 95                                      | 59                                      | 2062                                    |
| Horas de sol                                       | 210                                     | 200                                     | 230                                     | 300                                     | 310                                     | 340                                     | 380                                     | 390                                     | 370                                     | 290                                     | 270                                     | 230                                     | 3520                                    |
| Humedad relativa (%)                               | 72                                      | 70                                      | 69                                      | 70                                      | 73                                      | 76                                      | 81                                      | 86                                      | 89                                      | 85                                      | 79                                      | 74                                      | 75                                      |
| Fuente n.º 1: NOAA 28 de enero de 2012             |                                         |                                         |                                         |                                         |                                         |                                         |                                         |                                         |                                         |                                         |                                         |                                         |                                         |
| Fuente n.º 2: [Horas de sol] Hong Kong Observatory |                                         |                                         |                                         |                                         |                                         |                                         |                                         |                                         |                                         |                                         |                                         |                                         |                                         |